# Jennifer's Body
Jennifer's Body è un film horror del 2009 diretto da Karyn Kusama, con protagonista Megan Fox.
Il nome del film è ispirato ad una canzone contenuta nell'album Live Through This del gruppo musicale grunge Hole. Come spiegato da Kusama, il film riprende temi e tonalità del film di culto degli anni ottanta Schegge di follia. La trama sembra tuttavia ricordare il teen horror canadese del 2000 Licantropia Evolution (Ginger Snaps) diretto da John Fawcett, con protagoniste Katherine Isabelle ed Emily Perkins, che in Italia arrivò direttamente per il mercato home video.

## Trama
La cheerleader Jennifer Check è una delle ragazze più belle e ammirate della scuola. La sua migliore amica è la compagna di classe Anita “Needy” Lesnicki nonostante le due abbiano ben poco in comune: Jennifer è popolare, affascinante e superficiale, mentre Needy è timida, introversa e studiosa. Una sera, Jennifer e Needy assistono ad un concerto del gruppo rock dei Low Shoulder, quando un incendio distrugge il locale in cui le ragazze si trovano, uccidendo molte persone; salvata da Needy, Jennifer decide di andarsene insieme ai Low Shoulder nonostante le proteste dell’amica. Qualche ora dopo, rientrata a casa, Needy trova Jennifer, coperta di sangue, intenta a divorare tutto il cibo che trova, in preda ad un appetito insaziabile. Needy cerca di aiutare l’amica, che però le vomita addosso uno strano fluido nerastro prima di scappare via.
Il giorno dopo, a scuola, Jennifer sembra essere tornata quella di sempre, ma Needy è ancora preoccupata per lei. Mentre in città la gente è sconvolta dalle morti causate dall’incendio, i Low Shoulder ottengono una enorme quanto inspiegabile ed improvvisa popolarità, ma Needy sembra essere l'unica a rendersi conto che qualcosa non quadra. Jennifer, intanto, seduce Jonas, il capitano della squadra di football della scuola, per poi ucciderlo orribilmente: il corpo eviscerato del ragazzo verrà ritrovato qualche ora dopo.
Un mese dopo, Jennifer, pallida e costantemente affamata, accetta di uscire con il compagno di scuola Colin e durante l’appuntamento uccide e divora il ragazzo. Needy, in quel momento impegnata ad amoreggiare con il fidanzato Chip, percepisce in qualche modo l’accaduto e va in preda al panico. Rientrata a casa, Needy trova Jennifer ad aspettarla in camera da letto. Jennifer seduce Needy, dopodiché le confida quello che è successo: dopo l’incendio, i Low Shoulder l’hanno portata in un bosco e l'hanno sacrificata a Satana in cambio di fama e fortuna. Il rituale prevedeva l’immolazione di una vergine, ma siccome Jennifer non lo è, quando i musicisti l’hanno uccisa qualcosa è andato storto e uno spirito demoniaco ha preso possesso del corpo della ragazza, che è così tornata in vita. Jonas e Colin, inoltre, non sono stati le prime vittime di Jennifer: subito dopo il rito, la ragazza ha incontrato Ahmet, un giovane studente indiano scampato all'incendio, e lo ha divorato vivo.
Needy fa alcune ricerche e scopre che Jennifer è diventata una succube, un demonio che seduce e divora gli uomini per mantenersi attraente ed in salute. Needy ne parla con Chip e lo prega di non andare al ballo della scuola per non rischiare di essere ucciso da Jennifer; Chip non le crede e Needy, pur con il cuore spezzato, lo lascia per non metterlo in pericolo. Chip va comunque al ballo nella speranza di incontrare Needy, ma si imbatte in Jennifer, che lo seduce e lo porta in una piscina abbandonata, per poi aggredirlo. Needy arriva in tempo per dare battaglia e mettere in fuga Jennifer, ma Chip muore a causa delle ferite.
Needy, devastata, capisce che deve uccidere Jennifer per il bene di tutti. La ragazza va a casa di Jennifer e ingaggia con lei una lotta all’ultimo sangue; Jennifer, grazie ai suoi poteri demoniaci, è in netta superiorità, ma quando Needy le strappa dal collo una catenina che simboleggiava la loro amicizia, Jennifer sembra prendere coscienza di ciò che è diventata e si lascia uccidere dall'amica, a cui in fondo voleva bene davvero nonostante fossero così diverse. Needy verrà successivamente accusata dell’omicidio di Jennifer e rinchiusa in un manicomio criminale.
L’intera storia è narrata in forma di flashback da Needy, ancora internata e in isolamento. La ragazza è stata morsa da Jennifer durante la lotta e ha scoperto di aver acquisito alcuni poteri dell’amica; fugge quindi dal manicomio e usa le sue nuove abilità per trovare e massacrare i Low Shoulder, vendicando Jennifer, Chip e se stessa per tutto il male che hanno subito.

## Produzione
Jennifer's Body è nato da un'idea della sceneggiatrice Diablo Cody che grazie al produttore Jason Reitman (Juno) è riuscito a venderne i diritti alla Fox Atomic a inizio ottobre 2007.
Per destinare più fondi al film, il dirigente Peter Rice ha spostato il progetto alla sopradivisione della Fox Atomic, la Fox Searchlight Pictures.
A novembre, sono stati associati alla pellicola i produttori Reitman e Mason Novick; grazie ai quali è stata formulata la base per un piano di produzione.
Durante gennaio 2008, Karyn Kusama è stata annunciata come regista. Il mese seguente, il sito CC2K è riuscito a postare parte dello script su Internet, ma è stato poi costretto a togliere il contenuto.
A seguire, il più influente e ben organizzato Latino Review ha pubblicato l'intero copione recensendolo positivamente; nonostante ciò le innumerevoli pressioni della Searchlight Pictures hanno fatto seguito alla rimozione dei contenuti.
Nei giorni seguenti alle polemiche sulla pubblicazione degli script, altri siti web hanno osteggiato contro la casa cinematografica mostrando parte del copione.

### Cast
Una volta acquistato lo script, la Fox Atomic ha preventivamente contattato l'attrice Megan Fox per la parte da protagonista.
Nel febbraio 2008, Amanda Seyfried si è presentata al casting perché interessata ad interpretare Needy, la migliore amica di Jennifer.
Per il ruolo di Nikolai la situazione è stata più complessa. Data la tonalità del suo personaggio, gli studi hanno puntato inizialmente sui cantanti rock Pete Wentz dei Fall Out Boy e su Joel Madden dei Good Charlotte. Per la parte, è stato anche considerato l'attore Chad Michael Murray. A marzo, sempre per interpretare Nikolai si sono presentati Johnny Simmons e Adam Brody, facendo ricadere la scelta su quest'ultimo. A Simmons è stato invece affidato il ruolo di Chip. Apparizione finale di Lance Henriksen.

### Riprese
A fine 2007, la Fox Atomic aveva in programma di avviare la lavorazione prima dell'inizio dello Sciopero degli sceneggiatori (2007-2008). Nonostante i provvedimenti presi, le riprese sono state posticipate al 7 marzo 2008 in Canada, più precisamente ai Vancouver Film Studios, questo per ottenere agevolazioni fiscali necessarie a restare nel bilancio.
Gli scenari concernenti il college, sono stati filmati alla University Hill Secondary School situata a Vancouver..
In Italia, il film, viene vietato ai minori di 18 anni per le numerose intense sequenze splatter e soprattutto per una scena in particolare, quando la Band Rock dei Low Shoulders sacrifica a Satana il corpo di Jennifer dove viene accoltellata e lasciata morire dissanguata.

## Promozione
Durante il tour promozionale per il film, Megan Fox parlò fra le altre cose del suo rapporto con il regista di Transformers, Michael Bay, descrivendolo un nazista del set, una dichiarazione che risultò nel suo licenziamento dal franchise. La locandina del film ritrae labbra di donna di un rosso acceso, in cui un rivolo di sangue scivola al lato delle labbra, raccolto dalla punta della lingua. Curiosità vuole che la locandina del film sia molto simile alla locandina della serie True Blood, ma entrambe le locandine si ispirano ad una celebre fotografia che ritrae l'attrice Angelina Jolie.

## Riconoscimenti
Amanda Seyfred ha vinto l'MTV Movie Awards per la performance più terrorizzante.
Megan Fox è stata candidata ai Razzie Awards 2009 come peggior attrice protagonista. Anni dopo il film è stato rivalutato dalla critica sull'onda del movimento Metoo, e Jennifer's Body è diventato un cult non solo dell'empowerment femminile.